# موستیکاما
۶۰°۰۶′۱۸″شمالی ۲۴°۳۵′۳۵″شرقی / ۶۰٫۱۰۵۰°شمالی ۲۴٫۵۹۳۰°شرقی

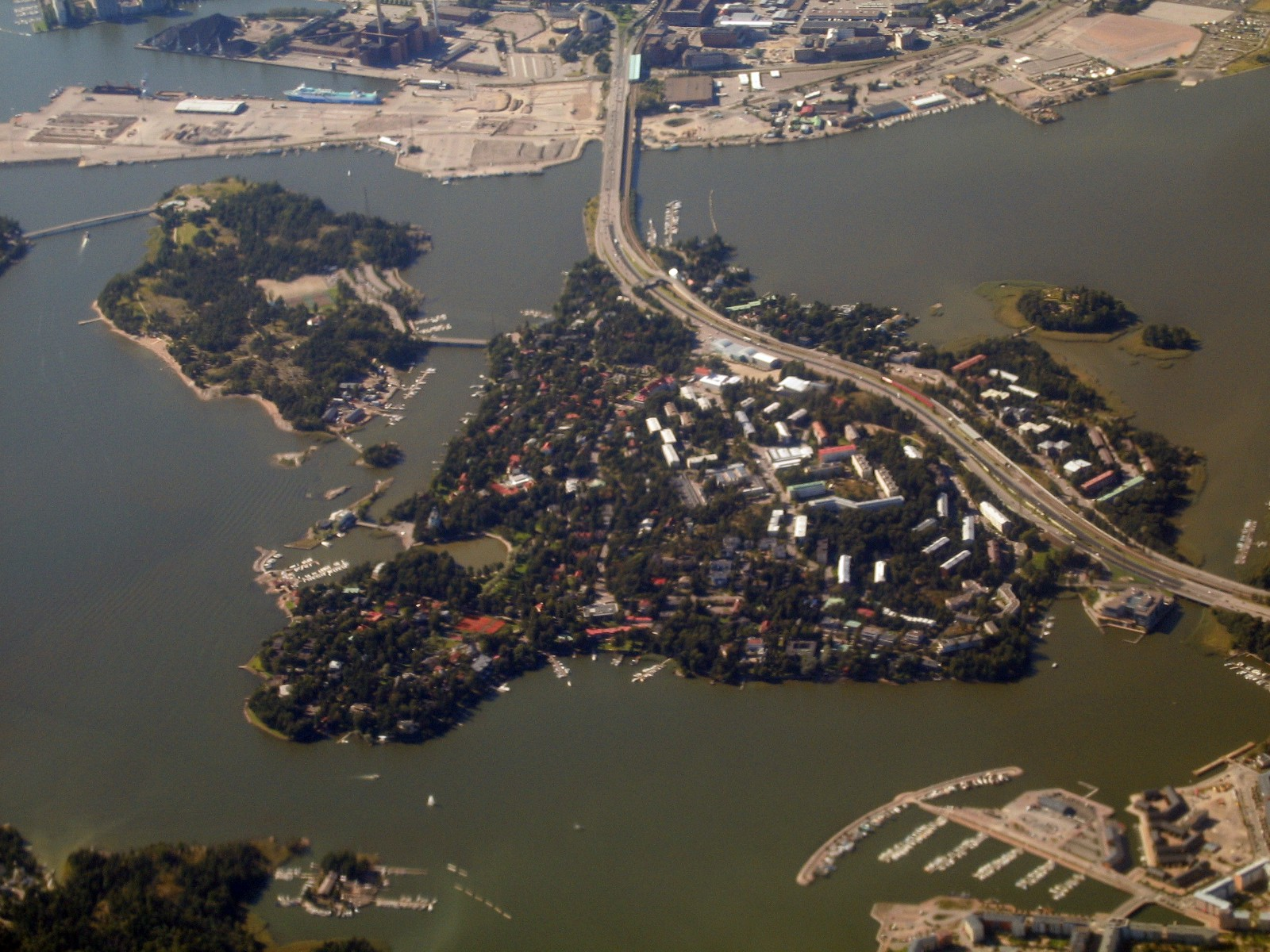
نمای هوایی: کولُساری (جزیره بزرگتر) و موستیکاما (در سمت چپ بالا)

موستیکّاما (فنلاندی::Mustikkamaa)، (سوئدی: Blåbärslandet) (به زبان فنلاندی موستیکاما به معنای سرزمین بلوبری است) یک جزیره در خلیج فنلاند است، که در حدود ۵ کیلومتری شرق هلسینکی واقع شده و وسعت آن ۳۶ هکتار است.

## پیشینه
از اوایل قرن بیستم و به ویژه از دهه ۱۹۶۰ این جزیره برای گردشگری و گذراندن اوقات فراغت مردم هلسینکی برای دویدن، پیاده‌روی، اسکی صحرایی (Cross-country skiing)، تنیس و سایر بازی‌های توپی مورد استفاده قرار می‌گیرد.

## پل‌های بین‌جزیره‌ای

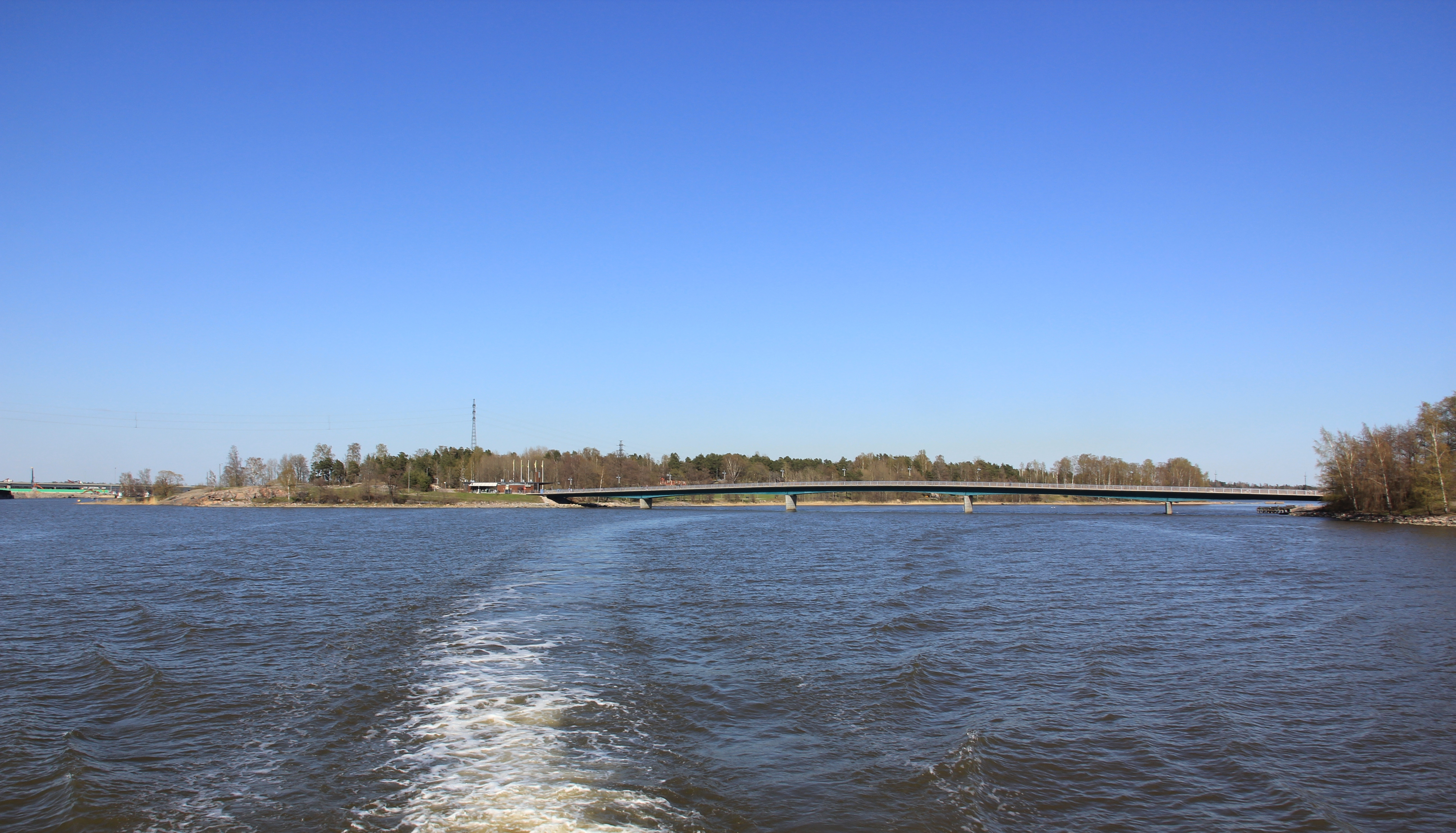
جزیره Mustikkamaa و پل Korkeasaari. این پل به عنوان پل سال انتخاب شد.

در سال ۱۹۶۴، پلی برای اتصال موشتیکاما به جزیره بزرگتر کولوساری ساخته شد. در سال ۲۰۰۸ این جزیره با ایجاد پلی به جزیره کُرکِئاساری متصل شد. در سال ۲۰۱۶، پل جدید ایسوایسَن‌سیلتا افتتاح شد و موستیکاما را به محله کالاساتاما در هلسینکی متصل کرد.

## ذخیره انرژی گرمایی
در دهه ۱۹۸۰، ۳ غار بزرگ صخره‌ای در زیر موستیکاما حفاری شد تا ذخایر نفت را ذخیره کند. در سال ۲۰۱۸، با هدف کاهش انتشار کربن در هوای هلسینکی، تبدیل این موارد به تأسیسات ذخیره انرژی گرمایی، با قابلیت نگهداری ۲۶۰٬۰۰۰ متر مکعب آب آغاز شد.

## نگارخانه

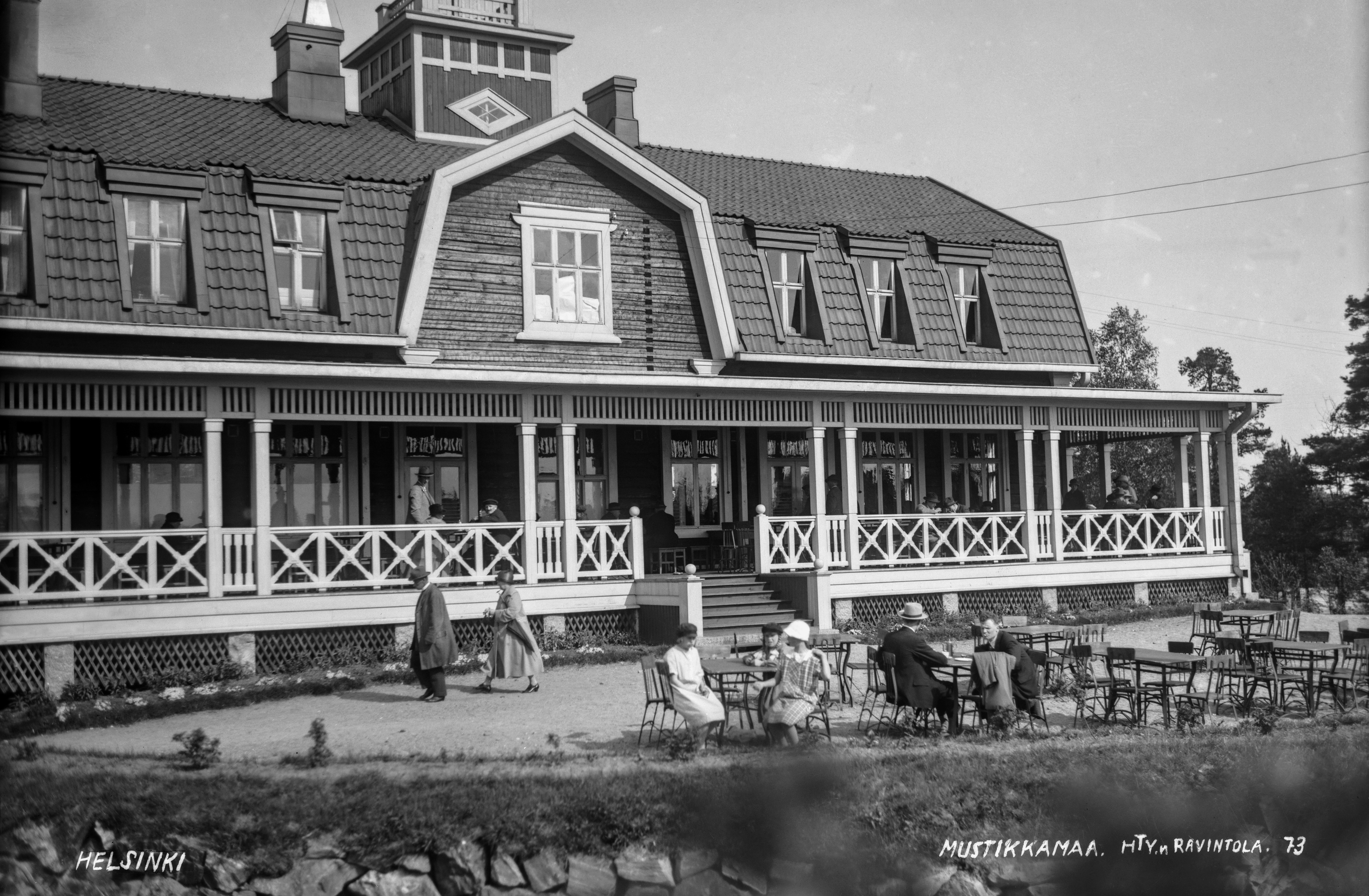
رستوران موستیکاما (بلوبری) در دهه ۱۹۲۰